# Pedro Pérez
Pedro Pérez Dueñas (Pedro Damián Pérez Dueñas; * 23. Februar 1952 in Pinar del Río; † 18. Juli 2018 in Havanna) war ein kubanischer Dreispringer.
1970 siegte er bei den Zentralamerika- und Karibikspielen und 1971 bei den Leichtathletik-Zentralamerika- und Karibikmeisterschaften.
Bei den Panamerikanischen Spielen 1971 in Cali triumphierte er mit der Weltrekordweite von 17,40 m.
1972 schied er bei den Olympischen Spielen in München in der Qualifikation aus.
1974 verteidigte er bei den Zentralamerika- und Karibikspielen seinen Titel, und 1976 wurde er Vierter bei den Olympischen Spielen in Montreal.
Pérez Dueñas verstarb im Juli 2018 66-jährig in Havanna.